# أرقام الهاتف في أوروبا

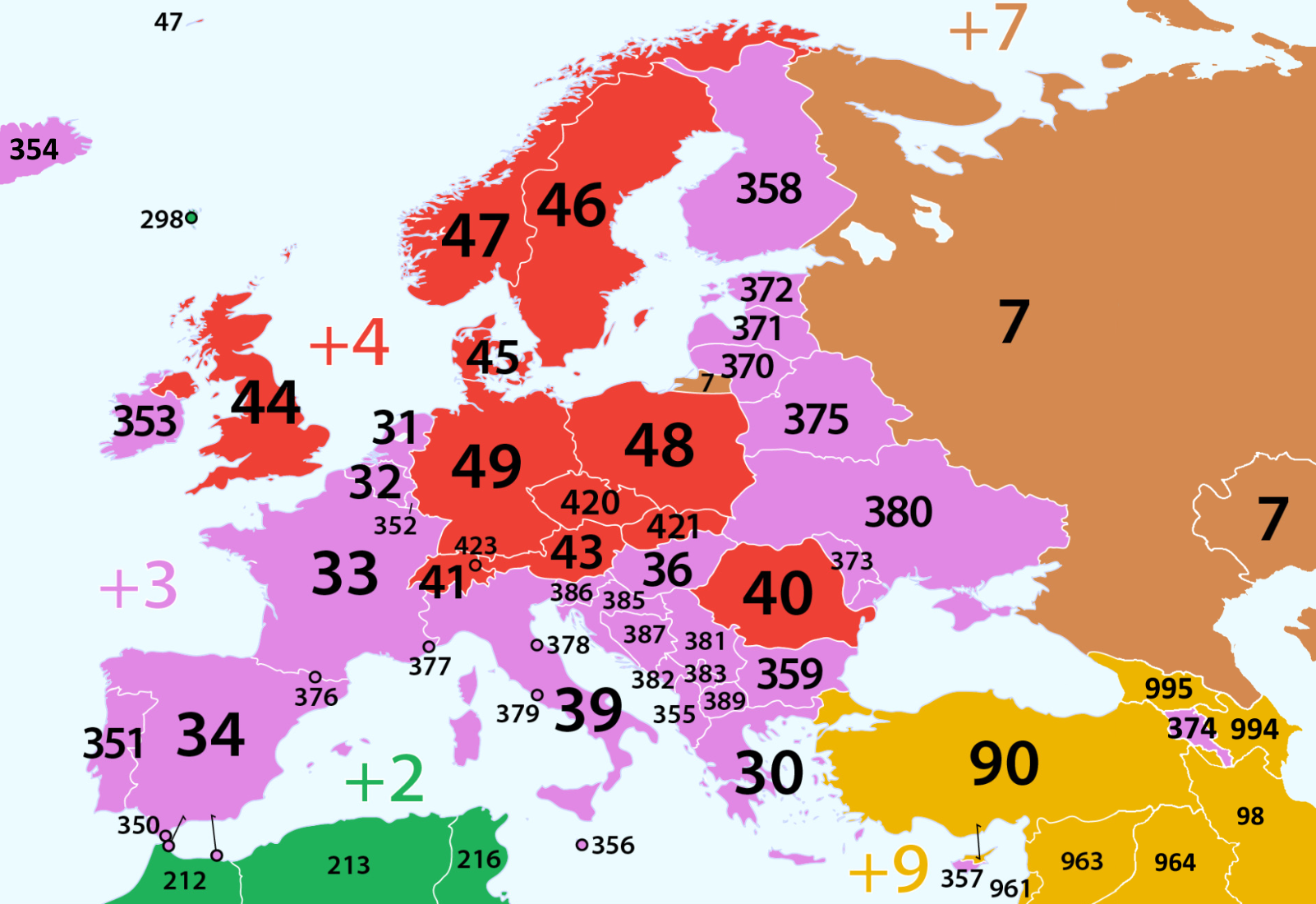
رمز الدول الأوروبية ملونة

تبدأ معظم رموز الهاتف للبلدان الأوروبية بالرمزين +3 و+4، وقد تم توحيد رمز الوصول الدولي 00. بعض البلدان التي تتبع معايير كوبنهاغن وتعتبر جزءً من أوروبا تستخدم رموز خارج هذا النطاق، وهي مجموعة البلدان التي لها أراض في آسيا حيث تبدأ مقدماتها بالرمز +9 وهي:
- تركيا +90
- أذربيجان أرقام الهاتف في أذربيجان
- جورجيا +995

كما أن هناك بلدان ينتميان جغرافيا إلى قارة آسيا، ولكن تم اعتبارهما جزءً من أوروبا وذلك بسبب الثقافة والتاريخ للبلدين المشتركين مع أوروبا، ولذلك فإن مقدمة هاتين الدولتين تبدأ بالرمز +3 وهما: 
- أرمينيا +374
- قبرص +357

## رموز الهاتف لبلدان المنطقة الاقتصادية الأوروبية
| اسم البلد       | رمز البلد | عدد خانات الرقم                                                                  | برنامج الاتصال* | بادئة الرمز | العضوية في المنطقة الاقتصادية الأوروبية |
| --------------- | --------- | -------------------------------------------------------------------------------- | --------------- | ----------- | --- |
| النمسا          | 43        | 4 إلى 13                                                                         | متغير           | 00          | عضو |
| بلجيكا          | 32        | 8 (9 للهاتف المحمول)                                                             | ثابت مع 0       | 00          | عضو |
| بلغاريا         | 359       | 7 إلى 9                                                                          | متغير           | 00          | عضو |
| قبرص            | 357       | 8                                                                                | ثابت            | 00          | عضو |
| جمهورية التشيك  | 420       | 9                                                                                | ثابت            | 00          | عضو |
| الدنمارك        | 45        | 8                                                                                | ثابت            | 00          | عضو |
| إستونيا         | 372       | 7 (ثابت أومحمول), 8 (محمول)                                                      | ثابت            | 00          | عضو |
| فنلندا          | 358       | 5 إلى 12                                                                         | متغير           | 00          | عضو |
| فرنسا           | 33        | 9                                                                                | ثابت مع 0       | 00          | عضو |
| ألمانيا         | 49        | 4 إلى 12                                                                         | متغير           | 00          | عضو |
| اليونان         | 30        | 10                                                                               | ثابت            | 00          | عضو |
| المجر           | 36        | 6 (بشكل عام) 7 (الهواتف المحمولة، بودابست) أو8-9 (بعض الهواتف المحمولة)          | متغير           | 00          | عضو |
| آيسلندا         | 354       | 7 (للهواتف المحمولة والثابتة) أو 9 (للأرقام التي تبدأ بالرقم 3، مثال: 3xxxxxxxx) | ثابت            | 00          | عضو |
| آيرلندا         | 353       | 7 إلى 9 خانات، 10 خانات (البريد الصوتي للهواتف المحمولة)                         | متغير           | 00          | عضو |
| إيطاليا         | 39        | 8 إلى 12                                                                         | ثابت            | 00          | عضو |
| لاتفيا          | 371       | 8                                                                                | ثابت            | 00          | عضو |
| ليختنشتاين      | 423       | يصل إلى 12 (بشكل عام 7)                                                          | ثابت            | 00          | عضو |
| ليتوانيا        | 370       | 8                                                                                | متغير           | 00          | عضو |
| لوكسمبورغ       | 352       | 6 إلى 9 (المحمول دائما 9)                                                        | ثابت            | 00          | عضو |
| مالطا           | 356       | 8                                                                                | ثابت            | 00          | عضو |
| هولندا          | 31        | 10                                                                               | متغير           | 00          | عضو |
| النرويج         | 47        | 4-12 (بشكل عام 8)                                                                | ثابت            | 00          | عضو |
| بولندا          | 48        | 9                                                                                | ثابت            | 00          | عضو |
| البرتغال        | 351       | 9                                                                                | ثابت            | 00          | عضو |
| رومانيا         | 40        | 9                                                                                | ثابت مع 0       | 00          | عضو |
| سلوفاكيا        | 421       | 9                                                                                | متغير           | 00          | عضو |
| سلوفينيا        | 386       | 8                                                                                | متغير           | 00          | عضو |
| إسبانيا         | 34        | 9                                                                                | ثابت            | 00          | عضو |
| السويد          | 46        | 6 إلى 9                                                                          | متغير           | 00          | عضو |
| المملكة المتحدة | 44        | 9 أو10 خانات (الجغرافية). 7، 9 أو10 (الغير جغرافية)                              | متغير           | 00          | عضو |
| كرواتيا         | 385       | 8 أو9 (بعض الهواتف المحمولة)                                                     | متغير           | 00          | دولة عضو في الاتحاد الأوروبي، وهي حاليا في مفاوضات للحصول على عضوية في المنطقة الاقتصادية الأوروبية، وهي حاليا ليست عضواً رسمياً في المنطقة.                                                               |
| سويسرا          | 41        | 9                                                                                | ثابت مع 0       | 00          | دولة عضو في اتفاقية الافتا، وهي ليست عضواً رسميا في المنطقة الاقتصادية الأوروبية، ولكنها تعتبر -من الناحية العملية- في العديد من المجالات جزءً من المنطقة الاقتصادية الأوروبية من خلال سلسلة من الاتفاقيات |

جميع الدول الأعضاء في المنطقة الاقتصادية الأوروبية تطبق أنظمة التجوال في الاتحاد الأوروبي. عند السفر داخل المنطقة الاقتصادية الأوروبية فإنه يتم تطبيق الحدود القصوى للتسعيرة في الاتحاد الأوروبي.

## بلدان ومناطق أوروبية أخرى
| اسم البلد        | رمز البلد                                                               | عدد خانات الرقم               | برنامج الاتصال | بادئة الرمز   |
| ---------------- | ----------------------------------------------------------------------- | ----------------------------- | -------------- | ------------- |
| ألبانيا          | 355                                                                     | 8 (ثابت)، 9 (محمول)           | متغير          | 00            |
| أندورا           | 376                                                                     | 6 أو9 (في بعض الحالات الخاصة) | ثابت           | 00            |
| أرمينيا          | 374                                                                     | 8                             | متغير          | 00            |
| أذربيجان         | 994                                                                     | 9                             | متغير          | 00            |
| روسيا البيضاء    | 375                                                                     | 9                             | متغير          | 00 (كان 8~10) |
| البوسنة والهرسك  | 387                                                                     | 8                             | متغير          | 00            |
| جورجيا           | 995                                                                     | 9                             | متغير          | 00            |
| جبل طارق         | 350                                                                     | 8                             | ثابت           | 00            |
| كوسوفو           | 383 أو384 المقترحة. لكن رموز صربيا، سلوفينيا وموناكو هي المستخدمة حاليا |                               | متغير          |               |
| جمهورية مقدونيا  | 389                                                                     | 8                             | متغير          | 00            |
| مولدوفا          | 373                                                                     | 8                             | ثابت مع 0      | 00            |
| موناكو           | 377                                                                     | 8 إلى 9                       | ثابت (?)       | 00            |
| الجبل الأسود     | 382                                                                     | 8 (?)                         | متغير (?)      | 00            |
| روسيا، كازاخستان | 7                                                                       | 10                            | متغير          | 8~10          |
| سان مارينو       | 378                                                                     | 6 إلى 12                      | ثابت           | 00            |
| صربيا            | 381                                                                     | 5 إلى 9                       | متغير          | 00            |
| تركيا            | 90                                                                      | 10                            | ثابت           | 00            |
| أوكرانيا         | 380                                                                     | 9                             | متغير          | 00            |
| الفاتيكان        | 379                                                                     |                               |                |               |

* برنامج الاتصال المتغير يعني وجود إجراءات اتصال مختلفة للمكالمات الهاتفية المحلية والبعيدة المسافة، بحيث عند الاتصال برقم آخر داخل نفس المدينة أوداخل نفس المنطقة يتم طلب الرقم مباشرة دون أي رموز إضافية، لكن في حالة إجراء مكالمات خارج المنطقة، فإنه يجب أن يتم إضافة رمز المنطقة المراد الاتصال بها داخل البلد نفسه ويكون قبل الرقم المطلوب. أما بالنسبة لبرنامج الاتصال الثابت فهو يتطلب دائما إدخال الرقم المطلوب كاملا بما في ذلك رمز المنطقة.